# Maga (geslacht)
Maga is een geslacht van rechtvleugeligen uit de familie veldsprinkhanen (Acrididae). De wetenschappelijke naam van dit geslacht is voor het eerst geldig gepubliceerd in 1918 door Bolívar.

## Soorten
Het geslacht Maga omvat de volgende soorten:
- Maga bakeri Bolívar, 1918
- Maga crassa Ramme, 1941
- Maga dichroa Bolívar, 1918